# Reus
Reus este un oraș în Spania, din comunitatea autonomă Catalonia, în provincia Tarragona. În 2005 avea o populație de 104.835 locuitori.
Reus este un oraș situat în partea de sud a munților Pirinei. Ripoll este considerată ca centrul artistic, cultural de arte romanice din Pirinei de Vest. Orașul are numeroasele obiective turistice așa cum ar fi Catedrala din Ripoll (în special clopotul Catedralei) și Muzeul fierului.

## Personalități
- Excelența Sa dl Joan Prats i Prim, Marquis de Castillejos, Contele de Reus și Viscount Bruc Reus - născut în 12 decembrie 1814 și murit la data de 30 decembrie 1870, la Madrid, a fost un general ce a jucat un rol important în războaiele Carliste.
- Domènec Suveran Mestres i - născut în secolul al XIX-lea, pictor și profesorul pictorului Baldomer Galofre i Jimenez, Josep Baró Tapira iii Llovera Josep Bofill.
- Josep Baró Tapira i (7 februarie 1836, Tangier - 4 octombrie 1913) - pictor
- Josep Maria Bernat Fortuny Marsal i (1838-1874) - pictor
- Josep Bofill Llovera i (7 ianuarie 1846 - 1896) - pictor
- Baldomero Galofre Jimenez (24 mai 1849 - 26 iulie 1902, Barcelona) - pictor
- Antoni Gaudí (25 iunie - 1852) - arhitect
- François Tosquelles - psihiatru născut pe 22 august 1912.